# Lehrermangel
Lehrermangel beschreibt eine Situation im Schulsystem, in der die vorgegebene Sollzahl an Lehrkräften (die Nachfrage nach ihnen) größer als das Angebot ist, so dass die Ist-Zahl die Sollzahl unterschreitet; in solchen Fällen liegt die theoretische Unterrichtsversorgung unter 100 Prozent. Die umgekehrte Situation bezeichnet man als Lehrerüberschuss, Lehrerschwemme oder Lehrerüberhang. Die Verhältnisse können sich nach Land, Region, Schultypen und nach Schulfächern unterscheiden. Beispielsweise kann die Unterrichtsversorgung in mathematisch-naturwissenschaftlichen Fächern oder in bestimmten geografischen Gebieten unzureichend sein, während es zugleich in anderen Bereichen eine Sättigung gibt und womöglich ein Lehrerüberschuss besteht.
So kann ein Lehrermangel auch dadurch ausgelöst werden, dass die Arbeitszeit von Lehrern verkürzt wird oder dass aus finanzpolitischen Gründen Lehrkräfte, die ihre Arbeitskraft anbieten, als Ersatz für ausscheidende Lehrkräfte nicht eingestellt werden, so dass eine Unterversorgung mit Unterricht billigend in Kauf genommen wird. Entsprechende Berichte in den Medien können Einfluss auf die Studienwahl haben.
Nach einem Bericht (im Jahr 2014) der Europäischen Kommission zu einer von der OECD in Auftrag gegebenen Studie zu 19 EU-Ländern und 15 weiteren Ländern besteht in vielen Schulen ein Mangel an qualifiziertem Personal, und der Lehrerberuf müsse attraktiver werden.

## Situation in Deutschland

### Zahlen und Interpretation
Die Kultusministerkonferenz (KMK) veröffentlichte 2003 eine Prognose über den Einstellungsbedarf und das Angebot an fertig ausgebildeten Nachwuchspädagogen, die vor allem Studienanfängern Orientierung bieten soll. Diese Prognosen reichten bis 2020.
Auch die Organisation für wirtschaftliche Zusammenarbeit und Entwicklung (OECD) veröffentlichte 2004 einen Bericht zur „Anwerbung, berufliche Entwicklung und Verbleib von qualifizierten Lehrerinnen und Lehrern“. In diesem Bericht ist festgestellt, dass „es weitgehend an Indikatoren und Statistiken fehlt, mit deren Hilfe sich das Ausmaß des Lehrermangels abschätzen ließe, so dass die Evaluierungen häufig auf punktuellen Beobachtungen basieren. Auf nationaler Ebene ergibt das Gesamtbild, dass vor allem der Bereich der beruflichen Bildung und die Sekundarstufe I von Lehrermangel betroffen sind. Im allgemeinbildenden Teil der Sekundarstufe II scheinen sich Lehrkräftenachfrage und -angebot im Großen und Ganzen die Waage zu halten, während im Primarbereich das Angebot die Nachfrage generell übersteigt.“
Des Weiteren heißt es im OECD-Bericht:
„Der Lehrermangel macht sich offenbar vor allem im beruflichen Schulwesen, im Sekundarbereich I und in bestimmten Fächern wie Mathematik und Naturwissenschaften in der allgemeinbildenden Sekundarstufe II bemerkbar. Hier ergibt sich jedoch kein bundesweit einheitliches Bild. Insbesondere weisen die ostdeutschen Bundesländer insgesamt einen Lehrerüberschuss auf, und Lehrermangel ist wesentlich häufiger in den westdeutschen Bundesländern anzutreffen.“
und des Weiteren heißt es darin:
„Konkrete Beobachtungen deuten darauf hin, dass das Problem des Lehrermangels nicht überall gleich ist: Schulen in abgelegenen oder benachteiligten Gebieten und einige Schularten (namentlich Hauptschulen und bis zu einem gewissen Grad Realschulen) sind davon vergleichsweise stärker betroffen.“
Zu beachten ist, dass die Kultusministerkonferenz 2003 nicht für alle Fächerkombinationen einen Fächermangel voraussagte.
2011 behauptete die Kultusministerkonferenz, dass ein zukünftiger Lehrerüberschuss für die Schulform Gymnasium zu erwarten sei, es aber bereits zu einem Mangel an Lehrernachwuchs an Berufsschulen und Sonderschulen gekommen sei, und dass es in den neuen Bundesländern generell an Lehrern mangele. Zudem gebe es zu viele Lehramtsstudenten in den Fächern Deutsch, Geschichte und Erdkunde, während es in Mathematik, Naturwissenschaften, Informatik und zum Teil auch für Latein bereits ein deutlicher Lehrermangel bestehe.
Der Bildungsforscher Klaus Klemm kritisierte, dass die seinerzeitigen, von der Kultusministerkonferenz vorgesehenen Neueinstellungspläne nicht ausreichten, um die beim Dresdner Bildungsgipfel 2008 von Bundeskanzlerin Angela Merkel und den Ministerpräsidenten gegebene Zusage einzuhalten. Es sei zugesagt worden, die durch den bundesweiten 15- bis 20-prozentigen Schülerrückgang (ohne Berücksichtigung von Schulzeitverlängerungen) entstehende demografische Rendite fast ausschließlich für Qualitätsverbesserungen zu nutzen, etwa durch eine Verringerung der Klassengröße, einen Ausbau der Ganztagsbetreuung und die individuelle Förderung der Schüler.
2015 wurde auf einen Lehrermangel als Auswirkung der Flüchtlingskrise in Deutschland ab 2015 hingewiesen. Nach Aussage des Sachverständigenrats deutscher Stiftungen für Integration und Migration besteht einen Mangel an Lehrkräften und Kapazitäten für Klassen ohne Deutschkenntnisse und dadurch eine Hürde bei der Integration. Medien sprachen davon, dass Schulen „im Notfallmodus“ funktionierten, nicht nur, weil es wenige Lehrer gebe, sondern auch, weil die Lehrer nun andere Probleme zu bewältigen hätten als im normalen Schulalltag. Medien sprachen 2018 von einem Lehrermangel, der sich insbesondere an Privatschulen abzeichne, da Bewerber eine Verbeamtung gegenüber dem freiberuflichen Unterricht an einer Privatschule vorzögen.
2019 veröffentlichte die gemeinnützige Bertelsmann Stiftung eine Studie, die von einem gravierenden Lehrermangel an Grundschulen ausgeht. Demnach fehlen bis 2025 erheblich mehr Lehrkräfte als von der Kultusministerkonferenz bislang erwartet. Diese Einschätzung beruht auf neuen Berechnungen des Statistischen Bundesamts zur Bevölkerungsentwicklung. Vor diesem Hintergrund fordern Experten die Qualifizierung von Personen ohne Lehramtsbefähigung für die Grundschule. Hierzu zählen beispielsweise Gymnasiallehrkräfte und sogenannten Quereinsteiger.

### Einflussfaktoren
Auf der Angebotsseite ist mittel- und langfristig die Zahl der Studienanfänger im Lehramtsstudium für die Deckung des Lehrerbedarfs zu berücksichtigen. Wie bei jedem anderen Beruf auch kann das Lehrkräfteangebot von Faktoren abhängen, die den Zugang zum Beruf und die Attraktivität des Berufs betreffen. Zu nennen sind hier die Anforderungen an die Lehrerausbildung, das gesellschaftliche Ansehen des Lehrerberufs, die Arbeitsbedingungen von Lehrern einschließlich ihrer Bezahlung und der Vereinbarkeit von Familie und Beruf sowie die Bedingungen für eine eventuelle Verbeamtung. Auch neigen Märkte generell zu Überreaktionen im Sinne des Schweinezyklus, d. h., dass tendenziell Meldungen über einen Lehrermangel junge Menschen zu einem Lehramtsstudium motivieren, während umgekehrt Warnungen vor einem solchen Studium für einen Lehrermangel einige Jahre später sorgen.
Eine Rolle spielt auf Angebotsseite auch die geringe Lehrkräftemobilität zwischen den Bundesländern. Eine wesentliche Rolle spielen dabei Unterschiede in den Landesregelungen.
Ein weiterer Faktor sind restriktive Gesetzeslagen. Lehrkräfte werden nach bestimmten Regularien selektiert, sodass eine hohe Anzahl ausgebildeter Lehrkräfte in außerschulischen Bereichen arbeiten muss. Gründe dafür sind die Einschränkung in der Schulformwahl nach dem Lehramtsstudium und die enorme Bürokratie, die damit zusammenhängt. Ebenso werden durch länderspezifische Gesetze Absolventen und Absolventinnen eines bestimmten Lehramtsstudiums für die studierte Schulform abgelehnt.
Die Bundesländer können die Einstellung von Lehrern nach Abschlussnoten staffeln („Staatsnote“, „Einstellungsnote“) und notenabhängige Wartelisten schaffen. Es ist nicht ausgeschlossen, dass ein Lehrermangel an den Schulen zeitgleich mit einer Lehrerarbeitslosigkeit im selben Bereich besteht, beispielsweise wenn nur wenige neue Lehrerstellen geschaffen werden und abgewartet wird, dass Stellen wegen Pensionierungen frei werden.
Auf der Nachfrageseite sind demografische Effekte zu berücksichtigen, deren Auswirkungen auf den Bedarf an Lehrern sich jedoch nur begrenzt abschätzen lässt. Zu den relevanten Faktoren gehören die Geburtenentwicklung, die Zu- und Abwanderung von Menschen in bzw. aus einer Region sowie Veränderungen der Teilnahme an den verschiedenen Schulformen, etwa verringerte Schülerzahlen in den Hauptschulen. Zu einer plötzlichen Änderung der Nachfrage nach Gymnasiallehrern kommt es in einem Land, wenn ein Jahrgang wegfällt (im Zuge der Umstellung von „G9“ auf „G8“ in einem Land) bzw. zusätzlich die Schule besucht (im Zuge der Umstellung von „G8“ auf „G9“). Auch die Notwendigkeit, im Zuge von Inklusionsmaßnahmen Unterricht in einer Lerngruppe mit mehr als einem für die betreffenden Schüler zuständigen Erwachsenen zu erteilen, etwa zur Erfüllung eines sonderpädagogischen Förderbedarfs, erhöht den Personalbedarf an Schulen.

### Maßnahmen
Zu den möglichen Maßnahmen, einen akuten Mangel an Lehrkräften zu beheben oder zu überbrücken, gehören – in Absprache mit den betreffenden Lehrkräften – die Erhöhung der Stundenzahl teilzeitbeschäftigter Lehrer oder eine Weiterbeschäftigung ruhestandsfähiger Lehrer. Eine weitere Möglichkeit ist die Beschäftigung von Seiteneinsteigern, beispielsweise:
- die Beschäftigung, auf Vertragsbasis zur Deckung eines vorübergehenden Bedarfs, von Seiteneinsteigern mit einer berufsbegleitenden Ausbildung in Didaktik und erziehungswissenschaftlicher Pädagogik;
- die Ermöglichung eines direkten Zugangs von Hochschulabsolventen zum Referendariat in der Lehrererstausbildung, wie dies insbesondere in wissenschaftlichen und technischen Fächern praktiziert wird;
- die stundenweise Beschäftigung von Kräften ohne Lehramtsausbildung.

Zur Anpassung der Ist-Zahlen an die Soll-Zahlen, d. h. zur Erreichung des Ziels „100 Prozent Unterrichtsversorgung“ können Bildungspolitiker der Länder auch eine (verfassungsrechtlich bedenkliche) Verlängerung der Pflichtstundenzahl bestimmter Lehrergruppen anordnen oder die wöchentliche Pflicht-Unterrichtsstundenzahl für Schüler reduzieren. Schließlich kann der Klassenteiler (die Zahl der Schüler pro Klasse, ab der eine Klasse geteilt werden muss) bei bestimmten Schulformen erhöht werden.
Vor allem an berufsbildenden Schulen gibt es in vielen Ländern (in der Regel zeitlich begrenzt) die Möglichkeit, ohne Referendariat oder ohne Lehramtsstudium eingestellt zu werden, sofern keine anderen Bewerber zur Verfügung stehen. Lediglich der Hochschulabschluss einer einschlägigen Fachrichtung ist Voraussetzung. Derzeit ist dies vor allem in den Naturwissenschaften möglich. Auch bei neuen Fachrichtungen vor allem im beruflichen Bereich, wenn noch keine entsprechenden Lehrer ausgebildet wurden, werden berufserfahrene Hochschulabsolventen aus der Wirtschaft oder Verwaltung eingestellt. Teilweise erfolgt die Bedarfsdeckung auch durch fortgebildete Lehrer. Das Anfangsgehalt trägt im Allgemeinen der außerhalb des Bildungssektors gewonnenen Berufserfahrung Rechnung.
Zur Vermeidung von Unterrichtsausfall, oder wenn es aus pädagogischen Gründen geboten ist, kann ein Schulleiter eine Lehrkraft auch anweisen, fachfremden Unterricht zu geben, sofern die entsprechenden fachlichen Voraussetzungen vorliegen, und die Lehrkraft kann dies nicht verweigern. Das gilt nicht für den Religionsunterricht.
Auch eine Abwerbung von Lehrern aus anderen Bundesländern oder dem Ausland kommt in Betracht. Beispielsweise warb Bayern zeitweise um Lehrer aus Österreich.
Gemeinden haben die Möglichkeit, Sondervergütungen anzubieten (wie z. B. preisgünstigere Wohnungen) oder auch Vertretungslehrer zu beschäftigen, die den Schulen bei Bedarf auf einer zeitlich befristeten Basis zugeteilt werden können.
Maßnahmen, die zur Bewältigung des durch die Flüchtlingskrise bedingten Lehrermangels gewählt werden, sind teils in die Kritik geraten. Beispielsweise bemängelte der Thüringer Lehrerverband im Januar 2016 eine Regelung des Thüringer Ministeriums, der zufolge diejenigen Lehrerwochenstunden, die bisher für außerunterrichtliche Maßnahmen zur Verfügung standen, ab sofort für die Beschulung der Flüchtlingskinder bereitstehen sollen. Der Verband forderte, dass die spezifischen Unterrichtsangebote für Flüchtlingskinder nicht statt, sondern zusätzlich zum bestehenden Angebot zur Verfügung gestellt werden müssten, um anderer Schüler nicht zu belasten und zu vermeiden, einer Stimmungsmache gegen Flüchtlinge Vorschub zu leisten. Einzelne Politiker forderten, "die Anforderungen an die Qualifikation der Dozenten mussten „flexibler gehandhabt werden, um den hohen Bedarf zumindest kurzfristig zu decken“ und es solle eine Erhöhung der Vergütung geprüft werden.
Die Bundesregierung hat insofern nur begrenzte Möglichkeiten, Maßnahmen zu beschließen, als dass die Zuständigkeit für schulische Belange im Sinne des Bildungsföderalismus bei den Ländern liegt. Im Bildungsbereich dürfen Bund und Länder aufgrund des Kooperationsverbots nur in Ausnahmefällen kooperieren; lediglich für den Hochschulbereich wurde das Kooperationsverbot im Herbst 2014 durch eine Änderung von Artikel 91 b des Grundgesetzes aufgeweicht.
Freiwilliges Soziales Jahr Pädagogik soll dem Problem entgegenwirken: Jugendliche und junge Erwachsene im Alter von 16 bis 26 Jahren können an sächsischen Grund-, Ober-, Förderschulen oder Gymnasien einen 12-monatigen Freiwilligendienst zur Entlastung der Lehrkräfte absolvieren. In Baden-Württemberg wird über die Einführung eines ähnlichen Modells nachgedacht.

### Geschichte
Als 1810 das examen pro facultate docendi für Gymnasiallehrer (als Vorläufer des heutigen Staatsexamens) eingeführt wurde, konnte diese Vorgabe aufgrund eines Lehrermangels zunächst nicht durchgehend angewandt werden. In den 1820er und frühen 1830er Jahren bestand in Preußen ein Lehrermangel, der ab Ende der 1830er Jahre bis in die frühen 1850er Jahre von einem Lehrerüberschuss abgelöst wurde.
Zu Beginn des Zweiten Weltkriegs entstand ein großer Lehrermangel, da die Männer zum Kriegsdienst eingezogen wurden. Aus diesem Anlass wurden, trotz des 1937 wieder eingeführten Lehrerinnenzölibats, auch verheiratete Frauen wieder für die Tätigkeit als Lehrerin herangezogen.
Nach dem Zweiten Weltkrieg wurde zunächst eine strenge Entnazifizierung unter Lehrern durchgeführt; aufgrund des dadurch entstehenden Lehrermangels kam es später zu probeweisen Wiedereinstellungen und dann, auch durch die Ausstellung von als „Persilscheine“ bekannt gewordenen Unbedenklichkeitsbescheinigungen, zu einer Aufweichung der Entnazifizierung. Anfang der 1950er Jahre war das bundesdeutsche Schulsystem der Nachkriegszeit durch Lehrermangel und extreme Raumnot angesichts kriegszerstörter Schulgebäude geprägt. Durch Neubauprogramme und vermehrte Einstellungen von Lehrpersonen verbesserte sich diese Situation innerhalb von wenigen Jahren. Ein latenter Lehrermangel blieb jedoch bestehen, und im März 1963 prognostizierte die Kultusministerkonferenz einen Bedarf von 300.000 Lehrern bis zum Jahr 1970. Die Bundesregierung musste sich mit dem „Bildungsnotstand“ auseinandersetzen, den Georg Picht mit seinem 1964 in einer Artikelserie veröffentlichten Beitrag „Die deutsche Bildungskatastrophe“ ausgerufen hatte. Insbesondere von 1968 bis 1975 unterrichtete ein großer Anteil der Lehrer an Gymnasien im Nebenberuf. Im Zuge der Bildungsexpansion kam es vor allem in den 1970er Jahren zu einem Mangel an Lehrern, vor allem an Gymnasiallehrern, und einer Welle von Neueinstellungen. Nach der Einstellungswelle wurde die Nachfrage bis Ende der 1970er Jahre weitestgehend erfüllt. Danach aber wuchs die Arbeitslosigkeit unter Lehrern aller Schulformen und der seit den 1950ern bestehende starke Zustrom zur Lehrerausbildung nahm ab. Besonders angespannt war die Situation in den 1980ern. Von den zahlreichen Lehramtsstudiumsabsolventen wurde fächer- und schulformunabhängig nur ein Bruchteil in den Schuldienst übernommen.
In den 1990ern beruhigte sich die Situation wieder, ab den 2000ern wurden wieder vermehrt Lehrer eingestellt.

## Situation in Österreich
In Österreich meldeten die Medien, dass es sich abzeichnete, dass der bis wenige Jahre zuvor bestehende Lehrermangel nicht mehr bestand. Im Gegenteil war die Stellensuche für junge Lehrer schwierig geworden, und im Juni 2014 waren rund 2000 Lehrer arbeitslos. Es gebe zwar noch einen Mangel in den Naturwissenschaften und in Mathematik, aber einen Überhang für die Fächer Geschichte, Philosophie und Italienisch. Allerdings wurde 2015 ein zukünftiger Lehrermangel für die Volks- und Sonderschulen prognostiziert.
Im August 2023 „hatte ÖVP-Bildungsminister Martin Polaschek betont, dass man trotz des generellen Arbeitskräftemangels jede Unterrichtsstunde halten wird können. Das sagte Polaschek auch am Montag bei einer Pressekonferenz zu Schulbeginn.“ Für Bewerbungen werden Videos verlangt.